# Grammy Award for Best Tejano Album
Der Grammy Award for Best Tejano Album, auf Deutsch „Grammy-Auszeichnung für das beste Tejano-Album“, ist ein Musikpreis, der von 1999 bis 2011 von der amerikanischen Recording Academy im Bereich der Tejanomusik verliehen wurde.

## Geschichte und Hintergrund
Die seit 1959 verliehenen Grammy Awards werden jährlich in zahlreichen Kategorien von der Recording Academy in den Vereinigten Staaten vergeben, um künstlerische Leistung, technische Kompetenz und hervorragende Gesamtleistung ohne Rücksicht auf die Album-Verkäufe oder Chart-Position zu würdigen.
Eine dieser Kategorien war der Grammy Award for Best Tejano Album. Der Preis wurde zwischen 1999 und 2011 vergeben. Im ersten Jahr wurde der Preis unter dem Namen Grammy Award for Best Tejano Music Performance vergeben und im Folgejahr unter dem Namen Grammy Award for Best Tejano Performance. Als Grammy Award for Best Tejano Album firmierte die Auszeichnung ab dem Jahr 2001. Von 1993 bis 1998 wurde das Musikgenre Tejano bei der Auszeichnung Grammy Award for Best Mexican/Mexican-American Album berücksichtigt.
Die Auszeichnung wurde ab 2012 nach einer umfassenden Überarbeitung der Grammy-Kategorien eingestellt. Ab 2012 verschmolz die Kategorie Grammy Award for Best Tejano Album mit der Kategorie Grammy Award for Best Regional Mexican Album zur neuen Kategorie Grammy Award for Best Regional Mexican or Tejano Album.

## Gewinner und Nominierte
| Jahr | Künstler                                       | Nationalität       | Album                          | Nominierte | Bild des/der Gewinner(s) |
| ---- | ---------------------------------------------- | ------------------ | ------------------------------ | --- | ------------------------ |
| 1999 | Flaco Jiménez                                  | Vereinigte Staaten | Said and Done                  | |                          |
| 2000 | Los Palominos                                  | Vereinigte Staaten | Por Eso Te Amo                 | |                          |
| 2001 | The Legends                                    | Vereinigte Staaten | ¿Qué Es Música Tejana?         | |                          |
| 2002 | Grupo Solido                                   | Vereinigte Staaten | Nadie Como Tu                  | |                          |
| 2003 | Navaira                                        | Vereinigte Staaten | Acuérdate                      | |                          |
| 2004 | Jimmy Gonzalez y el Grupo Mazz                 | Vereinigte Staaten | Si Me Faltas Tu                | |                          |
| 2005 | David Lee Garza, Joel Guzman und Sunny Sauceda | Vereinigte Staaten | Polkas, Gritos y Acordeones    | |                          |
| 2006 | Little Joe Y La Familia                        | Vereinigte Staaten | Chicanisimo                    | |                          |
| 2007 | Chente Barrera                                 | Vereinigte Staaten | Sigue El Taconazo              | |                          |
| 2008 | Little Joe & La Familia                        | Vereinigte Staaten | Before The Next Teardrop Falls | - Ram Herrera And The Outlaw Band 2007 von Ram Herrera And The Outlaw Band - Corazon de oro von David Marez - 35th Anniversary von Ruben Ramos - Vagar libremente von Sunny Sauceda |                          |
| 2009 | Rubén Ramos and the Mexican Revolution         | Vereinigte Staaten | Viva la Revolución             | - Music Lessons von Chente Barrera y Taconazo - Friends & Legends von Joe Posada - All That Jazz... von Tortilla Factory - Heir to the Throne von Albert Zamora                     |                          |
| 2010 | Los Texmaniacs                                 | Vereinigte Staaten | Borders Y Bailes               | - Divina von Stefani Montiel - All the Way Live von Jay Perez - Point of View von Joe Posada - Radiación musical von Sunny Sauceda y Todo Eso                                       |                          |
| 2011 | Little Joe & La Familia                        | Vereinigte Staaten | Recuerdos                      | - Sabes bien von Juan P. Moreno - In the Pocket von Joe Posada - Homenaje a mi padre von Sunny Sauceda y Todo Eso - Cookin von Tortilla Factory                                     |                          |